# Rodolfo Chiari
Rodolfo Chiari, né le 15 novembre 1869 à Aguadulce et mort le 16 août 1937 à Monrovia en Californie, est un homme politique panaméen. Il est président du Panama du 1er octobre 1924 au 1er octobre 1928.